# حميديا
حميديا (بالفارسية: حمیدیا) هي مدينة تقع في إيران في قسم. يقدر عدد سكانها بـ 27,611 نسمة .